# El Dorado (film, 1966)
Pour les articles homonymes, voir Eldorado (homonymie).
Pour plus de détails, voir Fiche technique et Distribution.
El Dorado est un film américain réalisé par Howard Hawks, sorti en 1966.

## Synopsis
Cole Thornton (John Wayne), célèbre mercenaire, est engagé par le riche propriétaire terrien Bart Jason (Edward Asner) pour l'aider dans une guerre qui l'oppose à la famille McDonald.
Alors qu'il s'arrête dans la ville d'El Dorado, le shérif local Jimmy Harrah (Robert Mitchum), vieil ami de Thornton, vient s'enquérir auprès de lui de l'objet de sa présence dans la ville, et lui explique que Jason est en fait prêt à tout pour s'emparer des sources d'eau de la famille McDonald.
Pendant ce temps, les McDonald apprennent que Thornton est en ville et, pensant qu'il vient pour les tuer, Kevin McDonald (R. G. Armstrong) laisse son plus jeune fils Luke (Johnny Crawford) en sentinelle sur un rocher. Thornton, après avoir refusé l'offre de Jason, passe près du rocher.  Le jeune McDonald, assoupi, se réveille et tire précipitamment en l'air pour prévenir sa famille de l'arrivée du mercenaire. Malheureusement, Thornton, d'un geste réflexe, l'abat. Il ramène le corps de Luke à la ferme McDonald et explique son histoire. Impulsivement, la sœur de Luke, Joey (Michele Carey), décide de venger la mort de son frère et se met en embuscade pour tuer Thornton. Elle ne réussit qu'à le blesser. La balle se loge près de l'épine dorsale et paralyse par moments Thornton du côté droit, à chaque fois que la balle se met à bouger. Le médecin d'El Dorado (Paul Fix) est incapable de retirer le projectile. Cependant Thornton, après sa convalescence, part pour une autre affaire.
Environ sept mois après, Thornton rencontre dans un bar un autre mercenaire nommé Nelse McLeod (Christopher George) et un jeune homme surnommé Mississippi (James Caan), venu pour se venger d'un homme de main de McLeod. Thornton apprend que McLeod est engagé par Jason pour le travail que lui-même avait refusé. Il apprend aussi que le shérif Harrah est tombé dans l'alcoolisme à la suite d'un chagrin d'amour. Thornton retourne à El Dorado. Avec le concours de Mississippi et du shérif adjoint Bull (Arthur Hunnicutt), il fait de son mieux pour remettre Harrah sur pied et protéger les MacDonald contre les manigances de Jason.

## Fiche technique
- Titre : El Dorado
- Titre original : El Dorado
- Réalisation : Howard Hawks
- Scénario : Leigh Brackett
- Photographie : Harold Rosson
- Montage : John Woodcock (monteur)
- Musique : Nelson Riddle
- Direction artistique : Carl Anderson et Hal Pereira
- Décors : Robert R. Benton et Ray Moyer
- Producteur : Howard Hawks
- Société de production : Paramount Pictures
- Société de distribution : Paramount Pictures
- Pays de production :  États-Unis
- Langue : Anglais, Espagnol
- Budget :  4 653 000 US $ (estimé)
- Tournage du 11 octobre 1965 au 28 janvier 1966
- Format : Couleur (Technicolor) — 35 mm — 1,78:1 — Son : Mono
- Genre : Film dramatique, Western
- Durée : 126 minutes
- Dates de sortie : 
  - Japon : 17 décembre 1966
  - États-Unis : 7 juin 1967
  - France : 28 juin 1967
- Affiches : Raymond Elseviers (Belgique), Michel Landi (France)

## Distribution
- John Wayne (VF : Raymond Loyer) : Cole Thornton
- Robert Mitchum (VF : Roger Tréville) : Jimmy Harrah
- James Caan (VF : Pierre Trabaud) : Alan Bourdillion Traherne (Mississippi)
- Arthur Hunnicutt (VF : Lucien Raimbourg) : Bull (Buggle en VF) Harris
- Charlene Holt (VF : Michèle Bardollet) : Maud
- Edward Asner (VF : Henry Djanik) : Bart Jason
- Christopher George (VF : Lucien Bryonne) : Nelse McLeod
- Robert Donner (VF : Jean Berton) : Milt
- John Gabriel (VF : Marc de Georgi) : Pedro
- Dean Smith : Charlie Hagan
- Michele Carey : Joey MacDonald  (Joëlle dans la Version Française)
- R. G. Armstrong (VF : André Valmy) : Kevin MacDonald
- Paul Fix (VF : Georges Hubert) : Doc Miller
- Robert Rothwell (VF : Michel Gudin) : Saül MacDonald
- Ann Newman-Mantee (VF : Renée Simonot) : femme de Saül MacDonald
- Jim Davis (VF : Pierre Collet) : Jim Purvis (le contremaître de Jason)
- Marina Ghane : Maria
- Johnny Crawford : Luke MacDonald
- Adam Roarke (VF : Serge Lhorca) : Matt MacDonald
- Charles Courtney : Jared MacDonald
- Diane Strom : la femme de Matt
- Victoria George : la femme de Jared
- Anthony Rogers : Doc Donovan
- Olaf Wieghorst (VF : Richard Francœur) : Swede larsen (l'armurier)
- William Henry (VF : Claude Joseph) : Shérif Tod Draper
- Nacho Galindo (VF : Fernand Rauzena) : le tenancier du saloon mexicain
- John Mitchum (VF : Albert Augier) : le barman dans le saloon de Jason
- Joe King (VF : Jacques Marin) : Joe le pianiste
- Rodolfo Hoyos Jr. : un mexicain

Cascades
- Jack N. Young (Il double James Caan dans le plan où les chevaux sautent au-dessus de lui.)

## Commentaires
Le film reprend le scénario de Rio Bravo du même réalisateur. On y retrouve notamment certaines scènes-clefs – quoique légèrement modifiées. Cependant, il dépasse le simple remake et présente une nouvelle version des personnages et une intrigue plus complexe.

## Autour du film
- À la sortie du film, Marcel L'Herbier, lui-même auteur d'un film intitulé El Dorado, suggère que le film d'Howard Hawks s'intitule Eldorado, en un seul mot ;
- Le texte de la chanson du générique d'ouverture est inspiré d’Edgar Allan Poe, traduit par Stéphane Mallarmé. La musique est composée par Nelson Riddle et John Gabriel. Elle est interprétée par George Alexander & The Mellomen dans la version originale, et par Erik Montry dans la version francophone.
- Les peintures qui servent au générique de toile de fond sont de la main d'Olaf Wieghorst.
- Jimmy Harrah (Robert Mitchum) joue au piano l'air de Love me tender d'Elvis Presley, sortie 10 ans plus tôt.